# Epiacanthus
Epiacanthus (лат.) — род цикадок из отряда Полужесткокрылые.

## Описание
Цикадки длиной около 7—8 мм. Стройные, зелёные, с чёрными пятнами у переднего края темени. Темя треугольное, выступающее вперёд. Для СССР указывался 1 вид.
Род был впервые выделен в 1902 году и включён в трибу Pagaroniini Anufriev, 1978. Встречается в Палеарктике (Россия, Корея, Япония). Вид Epiacanthus stramineus Motsch. встречается в следующих регионах: Приморский край, Сахалинская область, Южные Курильские острова, Корея, Япония.
- Epiacanthus dogensis Anufriev, 1976[2]
- Epiacanthus hasegawai Anufriev, 1976
- Epiacanthus ishiharai Hori, 1993[3]
- Epiacanthus kobensis Anufriev, 1976
- Epiacanthus nigritus Matsumura, 1911
- Epiacanthus ohdairensis Hori, 1993
- Epiacanthus ozegaharensis Hori, 1982
- Epiacanthus satoi Hori, 1993
- Epiacanthus semifuscus (de Motschulsky, 1866)
- Epiacanthus stramineus (de Motschulsky, 1861)[4]
  - = Deltocephalus stramineus de Motschulsky, 1861
  - = Ishidaella stramineus  (de Motschulsky, 1861)